# ألان ميلس (لاعب كرة مضرب)
ألان ميلس (بالإنجليزية: Alan Mills)‏ هو لاعب كرة مضرب بريطاني، ولد في 6 نوفمبر 1935 في سترتفورد في المملكة المتحدة.

## وصلات خارجية
- ألان ميلس على موقع رابطة محترفي التنس (الإنجليزية)
- ألان ميلس على موقع الاتحاد الدولي لكرة المضرب (الإنجليزية)
- ألان ميلس على موقع كأس ديفيز (الإنجليزية)
- ألان ميلس على موقع أرشيف التنس.كوم (الإنجليزية)
- ألان ميلس على موقع بطولة ويمبلدون (الإنجليزية)
- ألان ميلس على موقع خلاصة التنس.كوم (الإنجليزية)